# سربازان فوق العاده
سربازان فوق العاده یک فیلم کمدی به کارگردانی جی چاندراسکار و محصول کشور آمریکاست که در سال 2001 ساخته شده است.

## داستان
داستان در مورد پنج نظامی در ایالت ورمونت است که در یک ایستگاه دور افتاده نزدیک مرز کانادا به انجام وظیفه می پردازند. آن ها که استعداد خاصی در گند زدن به کارشان دارند، تصمیم گرفته اند با حل یک پرونده جنایی لیاقت خود را ثابت کنند ...